# Penicilline
Penicilline is een antibacteriële stof die in 1928 herontdekt werd door de Schotse arts-bacterioloog Alexander Fleming. Er zijn aanwijzingen dat andere onderzoekers al eerder de antibacteriële eigenschappen van vergelijkbare schimmels hadden opgemerkt. Een opvallend voorbeeld is de Franse legerarts Ernest Duchesne. In 1897 diende Duchesne een proefschrift in waarin hij beschreef hoe schimmels bacteriële infecties konden bestrijden. Zijn werk kreeg destijds echter geen aandacht, waarschijnlijk door een gebrek aan wetenschappelijke validatie en zijn jonge leeftijd.
Pas later werd penicilline het eerste algemeen bruikbare antibioticum tegen bacteriën bij infectieziekten. De stof is een voorbeeld van Bètalactamantibiotica (β-lactam), een groep stoffen met vergelijkbare eigenschappen. Howard Florey en Ernst Boris Chain bewezen de praktische geneeskrachtige werking van hoge doses penicilline voor infectieziekten, daarom wonnen ze met Fleming de Nobelprijs voor Fysiologie of Geneeskunde in 1945.

## Geschiedenis
Alexander Fleming was bezig met een onderzoek naar stafylokokken (deze kunnen ontstekingen veroorzaken, zoals steenpuisten), toen hij op een van zijn voedingsbodems de schimmel Penicillium chrysogenum aantrof en opmerkte dat rondom deze schimmel geen bacteriën konden groeien. Het bleek dat deze schimmel in staat was een bacteriedodende stof af te scheiden, die door Fleming 'penicilline' genoemd werd. Fleming dacht dat penicilline niet breed toegepast zou kunnen worden, onder meer doordat penicilline snel werd afgebroken in het bloed en niet in diepe wonden leek te werken.
Pas na tien jaar (in 1938) ging het onderzoek verder, toen een groep biochemici onder leiding van Howard Florey en Ernst Boris Chain begon met het isoleren van kleine hoeveelheden penicilline, het zuiveren ervan en het verkrijgen van grotere hoeveelheden. Ze testten het op dieren en op 27 januari 1941 werd het voor het in de Radcliffe Infirmary (gelegen tussen Somerville College en Green Templeton College, Oxford) eerst op mensen getest. Na de ontdekking van penicilline volgden nog vele andere antibiotica.
Dorothy Hodgkin kwam in 1944 met de bepaling van de structuur penicilline. Ze ontdekte dat er sprake was van een ongewone ringstructuur die nu bekendstaat als β-lactamstructuur, een ontdekking die belangrijke aanwijzingen verschafte over de manier waarop het antibioticum werkte. In 1964 werd haar hiervoor de Nobelprijs voor Scheikunde toegekend.
De productie van penicilline nam pas echt toe toen de Verenigde Staten betrokken raakten bij de Tweede Wereldoorlog. De Amerikaanse regering stak er veel geld in en op D-Day (1944) was er voor elke gewonde soldaat genoeg penicilline beschikbaar. In 1945 kregen Florey, Chain en Fleming de Nobelprijs voor de Fysiologie of Geneeskunde.
Naar alle waarschijnlijkheid was de eerste keer dat in Nederland penicilline werd gebruikt in Kamp Westerbork, waar het werd gesynthetiseerd door een geïnterneerde bacterioloog.
Fleming had geen bezwaar tegen de publiciteit rond het succes van penicilline, terwijl Florey en Chain vonden dat ze als onderzoekers de media moesten mijden. Daarom werd Fleming als enige breed bekend als ontdekker van penicilline, maar zonder Florey en Chain was penicilline nooit een bruikbaar geneesmiddel geworden.

## Productie in Nederland
Tijdens de Tweede Wereldoorlog werkte in de door de Duitsers bezette Koninklijke Nederlandsche Gist- en Spiritusfabriek (NG&SF) in Delft onder leiding van hoogleraar professor dr. ir. Albert Kluyver de Bacinol-groep, een team van microbiologen, in het geheim aan de ontwikkeling van eigen penicilline met de codenaam Bacinol. In 1944 werden hiervoor schimmels verzameld van het geslacht Penicillium die in Baarn waren gekweekt. Voorts kreeg men informatie uit een Zwitsers vakblad, waarin een artikel over penicilline was verschenen van de naar kamp Westerbork getransporteerde joodse arts Andries Querido, die adviseur was van de Bacinol-groep. De Bacinol-groep slaagde erin kleine hoeveelheden Penicillium baculatum met een zuiverheidsgraad van 50% te ontwikkelen in advocaatflessen, die waren geleend van de aan de fabriek verbonden Schiedamse destilleerderij Rynbende. Toen het middel in 1945 ontwikkeld was en er tussen de Operatie Manna en Chowhound (voedseldroppings) van april 1945 op vliegveld Ypenburg eveneens penicilline van het Amerikaanse bedrijf Pfizer zat, vergeleek dr. Everwijn Verschuyl, bedrijfsarts van de NG&SF en chirurg-gynaecoloog in het Delftse Bethelziekenhuis, de twee middelen, waaruit bleek dat zij identiek waren. Hij paste het middel voor het eerst toe op een in het ziekenhuis opgenomen 19-jarige patiënte die leed aan een ernstige stafylokokken-infectie, die met hoge koortsen gepaard ging. Zij leek ten dode opgeschreven, maar na de toediening van de penicilline knapte zij op. Eveneens werd het middel toegediend aan een 18-jarige vrouw, die leed aan een negenoog op de bovenlip. Ook zij genas binnen korte tijd. Dit gaf in 1946 de aanzet tot de productie van de penicilline in Delft. In 1948 was heel Nederland voorzien van de Delftse penicilline en vanaf 1949 kon men het middel gaan exporteren. In 1951 werd de productie verhoogd en groeide de NG&SF uit tot een van de grootste producenten van penicilline ter wereld.

## Aangrijpingspunt van penicilline
Penicilline blokkeert het enzym DD-transpeptidase, dat betrokken is bij de bouw van de celwand van bacteriën.
Penicilline werkt op peptidebindingen van het rechtsdraaiende D-alanine, dat voorkomt in de celwand van bacteriën - maar niet in mensen. Het normale alanine is linksdraaiend, dus L-alanine (zie Optische isomerie). Eukaryoten gebruiken D-alanine niet in hun eiwit, en hebben dus geen last van penicilline.

## Smal- en breedspectrum
Er bestaan verschillende soorten penicilline (R-C9H11N2O4S, waarbij R kan variëren), sommige met een smal, andere met een breed spectrum.
Smalspectrumpenicillinen werken tegen maar een beperkt aantal soorten bacteriën, terwijl breedspectrumpenicillinen tegen veel meer soorten bacteriën actief zijn. Een arts zal indien mogelijk bij voorkeur de eerste soort toedienen, omdat breedspectrumpenicillinen veel meer bacteriën vernietigen dan alleen die bacteriën waardoor men ziek is geworden, zodat er relatief vaak bijwerkingen en neveneffecten optreden als diarree of schimmelinfectie.
Een breedspectrumpenicilline wordt bij noodgevallen gegeven, als er sprake is van een ernstige acute situatie waarbij snel handelen vereist is, of als er een vermoeden is van een menginfectie met meerdere ziekteverwekkers, hoewel men tegenwoordig liever gericht een combinatie van meerdere smalle kuren (combikuur) geeft.

## Voorbeelden van penicillines
Fenoxymethylpenicilline en benzylpenicilline zijn voorbeelden van smalspectrumpenicillinen; amoxicilline van een breedspectrumpenicilline; flucloxacilline van een penicilline met een relatief smal spectrum dat tegen bètalactamase bestand is; en de combinatie amoxicilline met clavulaanzuur is zowel breedspectrum als bestand tegen bètalactamase. In het laatste geval wordt de lactamase door het clavulaanzuur onwerkzaam gemaakt.
Een derivaat van penicilline heet ampicilline. Dit is eveneens in staat het enzym te inhiberen dat zorgt voor de verbinding tussen NAG en NAM in de celwand van de bacterie.
Ook is er nog een onderscheid te maken tussen penicillinen die via een injectie en die via een tablet worden toegediend; deze laatsten moeten bestand zijn tegen maagzuur.

## Resistentie
Sinds eind jaren veertig is er een probleem bijgekomen: de resistentie tegen antibiotica. Bacteriën kunnen na verloop van tijd door verandering van eigenschappen ongevoelig worden voor bepaalde antibiotica. Bij penicillines gaat het dan vaak om bacteriën die de bètalactamring van het penicilline door een speciaal enzym, bètalactamase, kunnen openknippen. Wanneer dat het geval is, moet voor bestrijding van de door die gemuteerde bacteriën veroorzaakte aandoening(en) een nieuw antibioticum worden gevonden.
Om dit resistentie-probleem zo veel mogelijk te voorkomen moeten penicillines, en in het algemeen alle antibiotica, spaarzaam worden toegepast en worden ze normaal gesproken alleen voorgeschreven als het echt nodig is. Door dit beleid is in bijvoorbeeld Nederland en Groot-Brittannië resistentie van micro-organismen veel minder een probleem dan in landen waar aan dit principe minder strak de hand wordt gehouden, zoals België en Frankrijk.
Het probleem van resistentie ontstaat ook vaak doordat mensen een kuur met penicilline niet afmaken. Men voelt zich beter, maar de bacterie is nog niet uit het lichaam verdwenen. De overblijvende bacteriën zijn die bacteriën die het best tegen de penicilline konden. Na het stoppen met de kuur zullen deze zich weer vermenigvuldigen. Op den duur evolueren daaruit stammen die volledig resistent zijn. Resistente TBC heeft zich bijvoorbeeld kunnen ontwikkelen onder dak- en thuislozen die grote moeite hebben met de discipline van een medicijnkuur. In een aantal landen worden TBC-patiënten met resistente bacteriën verplicht opgenomen om verdere verspreiding en resistentie tegen zelfs de zwaarste middelen te voorkomen.